# زاكاري رايت
زاكاري رايت (بالإنجليزية: Zackary Wright)‏ مواليد 5 فبراير 1985 في أوستن، هو لاعب كرة سلة أمريكي. بدأ مسيرته الاحترافية في سنة 2007. يلعب مع نادي موناكو في الدوري الفرنسي لكرة السلة الدرجة الأولى كلاعب هجوم خلفي. يحمل الرقم 3. يبلغ طوله 6 قدم 2 بوصة (1.9 م).

## المسيرة الاحترافية
لعب مع براونشفايغ في موسم 2007–2008، ثم لعب مع إلان شالون في الدوري الفرنسي في موسم 2008–2009، ثم لعب مع لو مان سارت باسكت في موسم 2009–2010، ثم لعب مع ليموج سي إس بي في الدوري الفرنسي في موسم 2010–2011، ثم لعب مع سيبونا في سنة 2012، ثم لعب مع بروس باسكتس في الدوري الألماني في موسم 2013–2014، ثم لعب مع باناثينايكوس في سنة 2014.

## روابط خارجية
- زاكاري رايت على موقع الاتحاد الدولي لكرة السلة (الإنجليزية)
- زاكاري رايت على موقع الدوري الأوروبي لكرة السلة (الإنجليزية)
- زاكاري رايت على موقع كرة السلة الأوروبية.كوم (الإنجليزية)
- زاكاري رايت على موقع DraftExpress.com (الإنجليزية)
- زاكاري رايت على موقع كلية كرة السلة في سبورتس رفرنس.كوم (الإنجليزية)
- زاكاري رايت على موقع ريلجم (الإنجليزية)
- زاكاري رايت على موقع بروبوليرز (الإنجليزية)
- زاكاري رايت على موقع سبورتس رفرنس (الإنجليزية)